# Párhuzamos összenövés
Két kristály párhuzamos összenövéséről beszélünk, amikor a kristályok teljesen azonos helyzetben nőnek össze oly módon, hogy a kristálytanilag egyenértékű lapok párhuzamosak lesznek a különböző egyedeken.
A párhuzamos összenövést megkülönböztetjük az ikerkristályok képződésétől.